# Lutherkirche (Ronsdorf)

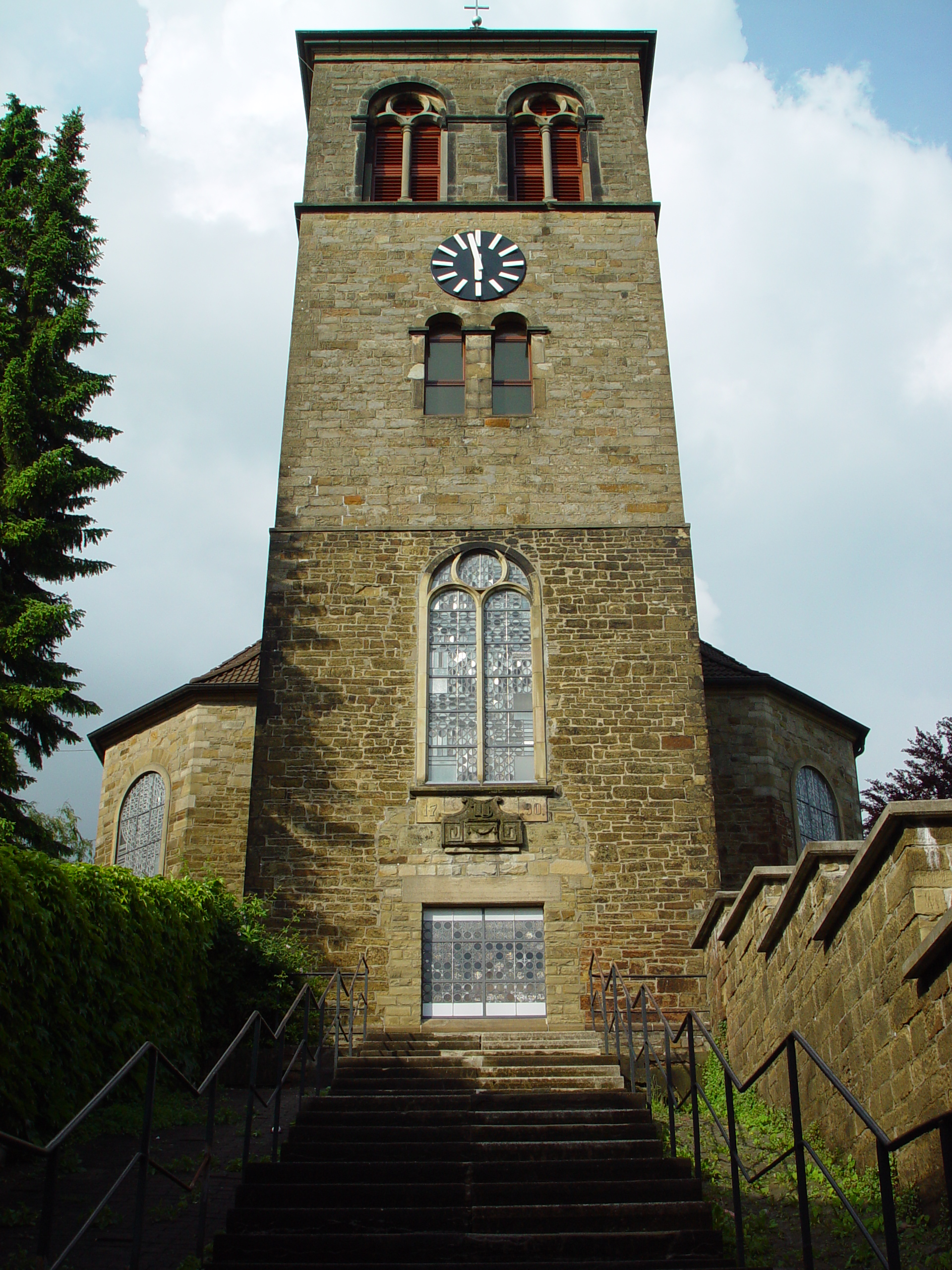
Freitreppe und Turmfassade

Die Lutherkirche in Ronsdorf ist die älteste Kirche in diesem Wuppertaler Stadtteil.

## Geschichte und Baubeschreibung
Die lutherischen Bewohner der reformiert geprägten Stadt Ronsdorf gehörten bis 1789 zur lutherischen Gemeinde im benachbarten Lüttringhausen. Gegen den Widerstand der reformierten Gemeinde wurde im 18. Jahrhundert der Bau einer Schule für die Lutheraner durchgesetzt, 1789 schließlich wurden durch die kurfürstliche Regierung die Gemeindegründung und der Kirchbau genehmigt. Sogleich wurde eine hölzerne Kirche, eine so genannte Tente errichtet; mit dem Bau der Kirche auf einem der Gemeinde geschenkten Grundstück am Schmittenberg wurde im Juli 1790 begonnen, am 24. November 1793 konnte der Bau eingeweiht werden.
Der Name eines Architekten ist nicht überliefert. Der nach Nordwesten ausgerichtete, mit Bruchsteinen vermauerte Bau liegt einige Meter über dem Straßenniveau und wird seit 1887 durch eine lange Freitreppe mit 40 Stufen von der Staasstraße her erschlossen. Die Zahl der Stufen entspricht der Anzahl der Tage zwischen Ostern und Christi Himmelfahrt. Bis zum Altar sind es 50 Stufen, angelehnt an die Anzahl der Tage zwischen Ostern und Pfingsten. Wie bei evangelischen Kirchen im Bergischen Land üblich, erhebt sich vor der Fassade mittig ein hier dreigeschossiger quadratischer Turm, in dem sich ursprünglich das Hauptportal befand. Über diesem Eingang befindet sich ein hohes rundbogiges Maßwerkfenster, die darüber liegenden Geschosse (Uhr- und Glockengeschoss) sind jünger und gleichmäßiger vermauert.
Der walmgedeckte Kirchraum der dreischiffigen Hallenkirche erhebt sich auf einem achteckigen Grundriss (ein Rechteck mit angeschrägten Ecken), der Haupteingang befindet sich seit 1953 in der Fassade der südöstlichen Längsseite. Je drei einfache Rundbogenfenster an den Längsseiten und je eines in den vier schmalen Seiten des Achtecks erhellen den Kirchraum. Das mittige Rundbogenfenster in der Altar-Schmalseite ist heute mit dem Gemeindehaus verbunden. Aus Geldmangel zogen sich die Vollendung und der Einbau der Inneneinrichtung bis in die Mitte des 19. Jahrhunderts hin. 1824 war der Turm vollendet, 1836 eine hölzerne Empore fertiggestellt, die 1838 erweitert wurde, so dass der Bau schließlich Platz für 1.000 Gemeindemitglieder bot. 1844–1846 folgte der Einbau der ersten Orgel durch den Orgelbauer Roetzel aus Alpe bei Gummersbach. 1894 wurde der gedrungene Turmhelm durch eine hohe Spitze ersetzt. Ein grundlegender Umbau der Kirchraums erfolgte 1930–1931 nach Plänen des Kirchbaumeisters Fritzsche: Die Kanzel wurde mittig über den Altar gesetzt und der nun verdeckte Chor in eine Sakristei umgewandelt.
In der Nacht vom 29. zum 30. Mai 1943 wurde Ronsdorf durch einen alliierten Luftangriff auf Wuppertal stark getroffen. Das Stadtbild im Ronsdorfer Zentrum wurde von einheitlichen zwei- bis dreigeschossigen verschieferten Wohnhäusern geprägt, die bei diesem Luftangriff weitgehend zerstört wurden. Auch die Kirche wurde hierbei bis auf die Außenmauern zerstört. Der Wiederaufbau erfolgte in den Jahren 1950–1953 nach Plänen des Wuppertaler Architekten Adolf Schröder, er öffnete den Blick auf das Fenster hinter dem Altar wieder und verzichtete auf Emporen an der Nordostseite. Eine weitere Renovierung erfolgte 1969–1971.
Aus der erhaltenen Substanz sind neben der Lutherkirche das Postamt, die Rektoratsschule, das Bandwirkermuseum und die Reformierte Kirche erwähnenswert.
Die Kirche ist heute Gottesdienststätte der Evangelischen Kirchengemeinde Wuppertal-Ronsdorf im Kirchenkreis Wuppertal, die weiter lutherischer Tradition folgt und (als einziger Fall der Evangelischen Kirche im Rheinland) neben einer weiterhin reformierten Pfarrgemeinde im selben Stadtteil besteht. Seit 2002 steht das Gebäude als „zeittypisches Dokument für die stilistische Architekturentwicklung des späten 18. Jahrhunderts“ und „eines der eindrucksvollsten und frühesten städtebaulichen Zeugnissen der Ortsgeschichte Ronsdorf“ unter Denkmalschutz.